# John Chamberlain
John Angus Chamberlain (Rochester, 16 de abril de 1927 - New York, 21 de dezembro de 2011) foi um escultor estadunidense.
Após servir a Marinha dos EUA (entre 1943 e 1946), cursou arte no Art Institute of Chicago (entre 1951 e 1952) e no Black Mountain College (entre 1955 e 1956). Sua carreira iniciou-se na década de 1960, especializando-se em esculturas feitas de aço moído ou metal retorcido e sempre ao estilo expressionismo abstrato ou Pop art (ou Arte pop). Em 1971 organizou sua primeira exposição no Museu Guggenheim de Nova York e suas obras foram expostas em todo o mundo: Bienal de Arte de São Paulo (1961 e 1994), Bienal de Veneza (1964), Whitney Biennial (1973 e 1987), Alemanha (1982), entre outras.
Em 1990 tornou-se membro da American Academy and Institute of Arts and Letters.
Em 1999 ele recebeu a distinção de honra em escultura do Sculpture Center de Nova York.